# Economía de Nueva Zelanda
Durante los últimos veinte años, el gobierno ha transformado Nueva Zelanda de una economía agraria y dependiente del mercado británico en una economía de mercado más industrializada, que puede competir globalmente. Nueva Zelanda se encuadra dentro de los países desarrollados, con un PIB estimado en el 2018 de 204,9 mil millones de dólares estadounidenses. El país cuenta con un alto nivel de vida, con un PIB por cápita estimado de 41 000 USD. También ha sido clasificada, en el año 2019, en el decimocuarto puesto en el Índice de Desarrollo Humano que elabora las Organización de las Naciones Unidas.
El sector terciario es el más amplio de la economía (67,6 % PIB), seguido del secundario (27,8 % PIB) y el primario (4,7 % PIB).
Nueva Zelanda es un país muy dependiente del comercio internacional, particularmente de los productos agrícolas, las exportaciones alcanzan casi el 28 % de sus ventas. Esto hace a Nueva Zelanda particularmente vulnerable a las oscilaciones de los precios y la economía internacional. Sus principales productos de exportación provienen de la agricultura, la horticultura, la pesca y los bosques. Estos productos cubren la mitad de las exportaciones del país. El destino principal de las mismas en 2005 fueron Australia (21,4 %), Estados Unidos (14,1 %), Japón (10,6 %), China (5.1 %) y Reino Unido (4,7 %).

## Comercio exterior
En 2020, el país fue el 56o exportador más grande del mundo (US $ 38.1 mil millones en bienes, 0.2% del total mundial). En la suma de bienes y servicios exportados, alcanza los US $ 57,1 mil millones y se ubica en el puesto 51 a nivel mundial. En términos de importaciones, en 2020, fue el 57.º mayor importador del mundo: 37,1 mil millones de dólares.

## Sector primarios

### Agricultura
En 2018, Nueva Zelanda produjo 414 mil toneladas de kiwi (fue el tercer productor más grande del mundo). Además, en el mismo año produjo 511 mil toneladas de patata, 453 mil toneladas de manzana, 426 mil toneladas de uva, 379 mil toneladas de cebada, 371 mil toneladas de trigo, 265 mil toneladas de maíz, 246 mil toneladas de cebolla, además de menores rendimientos de otros productos agrícolas, como calabaza, tomate y zanahoria.

### Ganadería
En 2019, Nueva Zelanda produjo 21.8 mil millones de litros de leche de vaca (8º productor mundial), 683 mil toneladas de carne de res (20º productor mundial), 449 mil toneladas de carne de cordero (3º productor mundial), 238 mil toneladas de carne de pollo, 23 mil toneladas de miel (17º productor mundial), entre otros.

## Sector secundario

### Industria
El Banco Mundial enumera los principales países productores cada año, según el valor total de la producción. Según la lista de 2019, Nueva Zelanda tenía la 53a industria más valiosa del mundo ($ 21 mil millones).
En 2019, Nueva Zelanda no produjo  vehículos y no se encontraba entre los 40 mayores productores mundiales de acero. En 2018, fue el segundo productor mundial de mantequilla y en 2019, fue el tercer productor mundial de lana. En 2018, fue el decimosexto productor mundial de vino.

### Energía
En energías no renovables, en 2020, el país fue el 65º productor mundial de petróleo, extrayendo 18.500 barriles / día. En 2011, el país consumió 148 mil barriles / día (65 ° consumidor más grande del mundo). El país fue el 47.º mayor importador de petróleo del mundo en 2013 (101 mil barriles / día). En 2015, Nueva Zelanda fue el 50.º productor mundial de gas natural, 4900 millones de m³ al año. En 2019, el país fue el 59o mayor consumidor de gas (4800 millones de m³ por año). En la producción de carbón, el país fue el 36º más grande del mundo en 2018: 2,9 millones de toneladas.
En energías renovables, en 2020, Nueva Zelanda fue el 40.º productor de energía eólica del mundo, con 0,7 GW de potencia instalada, y el 72.º productor de energía solar del mundo, con 0,1 GW de potencia instalada.

## Sector terciario

### Turismo
En 2018, Nueva Zelanda recibió 3,6 millones de turistas internacionales. Los ingresos por turismo este año fueron de $ 11.000 millones.

## Indicadores económicos
- PIB (2006): 104,7 billones USD

- Tasa de crecimiento del PIB:
  - 2004 3,50 %
  - 2005 4,80 %
  - 2006 2,30 %
  - 2010 2,1 %
  - 2014 3,5 %[22]
  - 2015 4,3 %
  - 2016 3,8 %
  - 2017 4,0 %
  - 2018 2,8 %
- Tasa de inflación (2018): 1,43 %
- Tasa de desempleo (2018): 4,4 %

## Comercio exterior

### Importaciones
Se presentan a continuación las mercancías de mayor peso en las importaciones de Nueva Zelanda para el período 2010-2014. Las cifras están expresadas en dólares estadounidenses valor FOB.

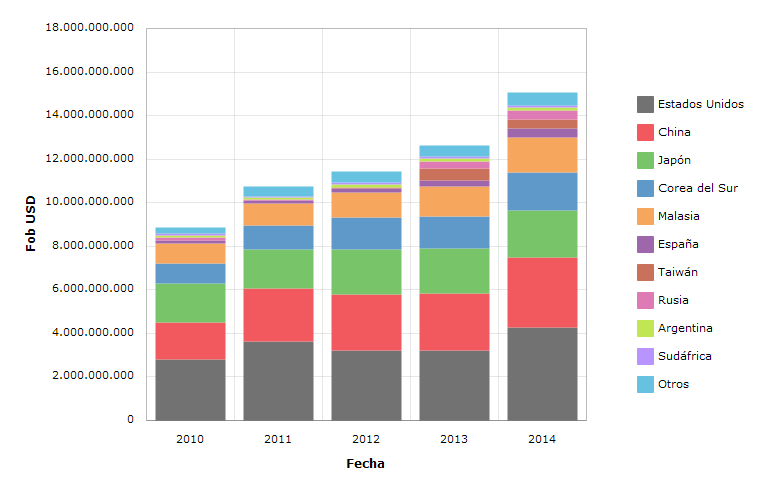
Importaciones de Nueva Zelanda del periodo 2010-2014 expresadas en USD valor FOB. [http://trade.nosis.com/es/Comex/Importacion-Exportacion/Nueva-Zelanda/Todas-las-posiciones-arancelarias/NZ/00 Fuente

| Fecha Mercadería por capítulo arancelario | 2010          | 2011           | 2012           | 2013           | 2014           |
| --- | ------------- | -------------- | -------------- | -------------- | -------------- |
| 87 - vehículos automóviles, tractores, velocípedos y demás vehículos terrestres, sus partes y accesorios | 1.402.709.719 | 1.599.723.133  | 1.820.262.003  | 2.076.927.770  | 2.407.768.359  |
| 27 - combustibles minerales, aceites minerales y productos de su destilación; materias bituminosas; ceras minerales | 1.042.621.587 | 886.635.822    | 1.268.128.667  | 2.142.930.733  | 2.299.289.292  |
| 84 - calderas, máquinas, aparatos y artefactos mecánicos; partes de estas máquinas o aparatos | 947.946.158   | 1.067.235.907  | 1.207.193.908  | 1.215.802.989  | 1.399.188.319  |
| 88 - aeronaves, vehículos espaciales y sus partes | 600.200.447   | 1.072.787.861  | 492.420.948    | 497.257.556    | 1.382.969.302  |
| 85 - máquinas, aparatos y material eléctrico, y sus partes | 604.937.917   | 733.059.891    | 821.954.237    | 697.084.780    | 739.972.539    |
| 39 - plásticos y sus manufacturas | 336.942.825   | 346.258.040    | 381.768.613    | 434.431.873    | 480.098.440    |
| 94 - muebles; mobiliario medicoquirúrgico; artículos de cama y similares; aparatos de alumbrado no expresados ni comprendidos en otra parte; anuncios, letreros y placas indicadoras luminosos y artículos similares; construcciones prefabricadas | 197.319.764   | 239.565.932    | 293.377.171    | 351.300.116    | 395.820.960    |
| 61 - prendas y complementos (accesorios), de vestir, de punto | 223.294.491   | 311.802.444    | 298.375.223    | 302.191.880    | 320.032.638    |
| 98 - reservado para usos particulares por las partes contratantes | 251.442.248   | 265.298.431    | 260.659.192    | 278.736.825    | 304.640.663    |
| 73 - manufacturas de fundición, hierro o acero | 177.015.021   | 226.894.113    | 265.019.062    | 319.530.999    | 350.545.024    |
| Demás capítulos | 3.076.605.984 | 4.009.919.474  | 4.330.243.156  | 4.296.944.843  | 4.975.539.583  |
| Total | 8.861.036.160 | 10.759.181.049 | 11.439.402.181 | 12.613.140.365 | 15.055.865.119 |

### Exportaciones
Se presentan a continuación los principales socios comerciales de Nueva Zelanda para el periodo 2010-2014. La mayoría de sus importadores están en Asia y Europa salvo Estados Unidos y México. Las cifras están expresadas en dólares estadounidenses valor FOB.

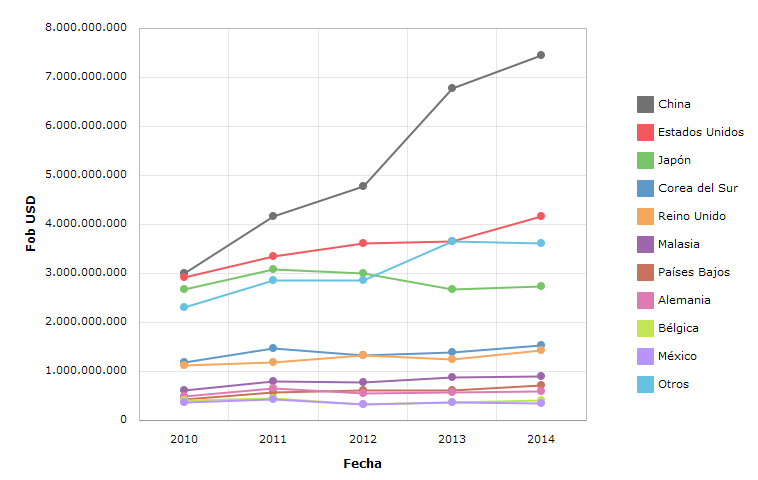
Exportaciones de Nueva Zelanda del periodo 2010-2014 expresadas en USD valor FOB. [http://trade.nosis.com/es/Comex/Importacion-Exportacion/Nueva-Zelanda/Todas-las-posiciones-arancelarias/NZ/00 Fuente

| Fecha País importador | 2010           | 2011           | 2012           | 2013           | 2014           |
| --------------------- | -------------- | -------------- | -------------- | -------------- | -------------- |
| China                 | 2.999.320.021  | 4.154.075.672  | 4.770.627.414  | 6.765.678.772  | 7.446.972.861  |
| Estados Unidos        | 2.925.446.121  | 3.341.394.931  | 3.610.661.286  | 3.658.084.558  | 4.154.198.033  |
| Japón                 | 2.673.686.540  | 3.088.367.774  | 3.007.522.943  | 2.679.353.548  | 2.744.392.184  |
| Corea del Sur         | 1.175.731.000  | 1.473.968.000  | 1.336.390.000  | 1.392.322.000  | 1.526.300.000  |
| Reino Unido           | 1.115.084.242  | 1.187.382.318  | 1.319.244.803  | 1.238.777.558  | 1.434.918.138  |
| Malasia               | 610.871.308    | 789.381.959    | 784.229.237    | 870.509.808    | 892.684.214    |
| Países Bajos          | 421.377.893    | 569.917.925    | 612.572.015    | 620.543.094    | 716.690.711    |
| Alemania              | 495.217.283    | 653.565.426    | 560.530.052    | 572.559.504    | 587.699.245    |
| Bélgica               | 402.294.950    | 443.453.793    | 318.176.217    | 361.006.128    | 400.106.655    |
| México                | 373.656.380    | 434.654.161    | 334.962.316    | 370.597.064    | 348.393.803    |
| Resto del mundo       | 2.306.503.002  | 2.864.058.574  | 2.854.931.339  | 3.652.322.477  | 3.620.059.438  |
| Total                 | 15.499.188.741 | 19.000.220.532 | 19.509.847.622 | 22.181.754.511 | 23.872.415.281 |

## Historia económica reciente
Históricamente Nueva Zelanda disfrutó de un alto nivel de vida gracias a las exportaciones al Reino Unido con el que mantenía una estrecha relación y un acuerdo especial de comercio. Sin embargo en 1973 el acceso del Reino Unido a la Comunidad Económica Europea, hoy Unión Europea, terminó con este régimen comercial de carácter especial, lo que provocó un enorme descenso de las exportaciones.
Durante los años setenta otros factores como la crisis del petróleo acrecentaron la caída de la economía de Nueva Zelanda; que en los años anteriores a 1973 había llegado a alcanzar niveles de vida por encima de Australia y Europa Occidental, pero estos sucesos llevaron una crisis económica muy grave, durante la cual el nivel de vida cayó por detrás de Australia y Europa Occidental y así en 1982 Nueva Zelanda fue el país con menor ingreso per cápita de todos los países desarrollados según el Banco Mundial.
Desde 1984, los sucesivos gobiernos han transformado la economía de Nueva Zelanda desde un país altamente proteccionista con una economía muy regulada hasta una economía muy liberalizada y de libre comercio. Estos cambios conocidos como “Rogernomics” y “Ruthanasia” fueron llevados a cabo por los Ministros de Hacienda, Roger Douglas y Ruth Richardson. En 1987 se produjo una recesión tras la crisis de los mercados de ese año y las reformas causaron que el desempleo subiera y alcanzara el 10 % al principio de los noventa. Sin embargo la economía se recuperó y la tasa de desempleo en Nueva Zelanda está ahora situada en el 3,7 %, lo que supone la segunda tasa más baja de los veintisiete países de la OCDE.